# 에마 체임버스
에마 체임버스(Emma Chambers, 1964년 3월 11일 ~ 2018년 2월 21일)는 잉글랜드의 배우이다.

## 출연 작품
- 노팅 힐 (1999)
- 더 빌 (1984)